# Kyburg (Adelsgeschlecht)

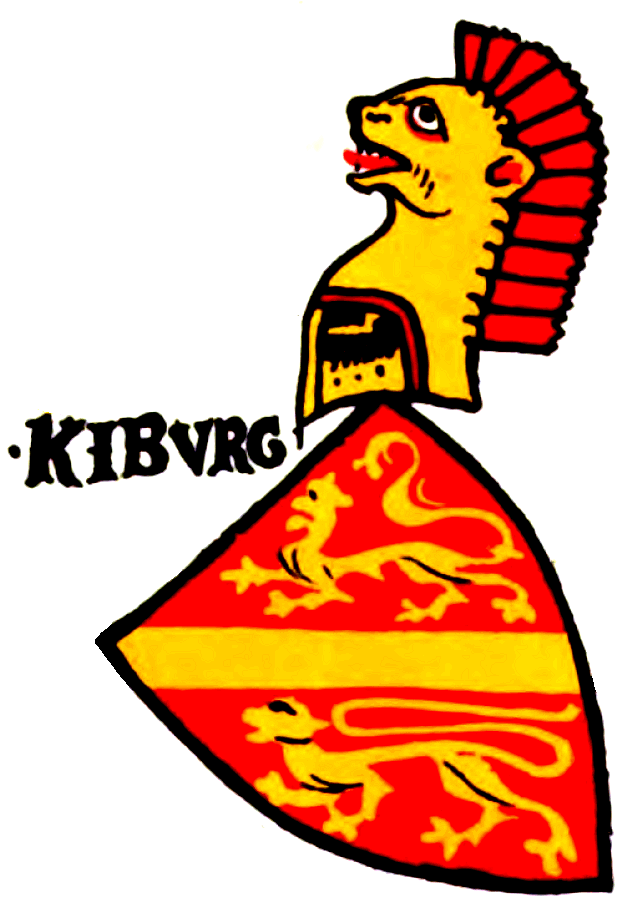
Wappen der Kyburger in der Zürcher Wappenrolle (ca. 1340)

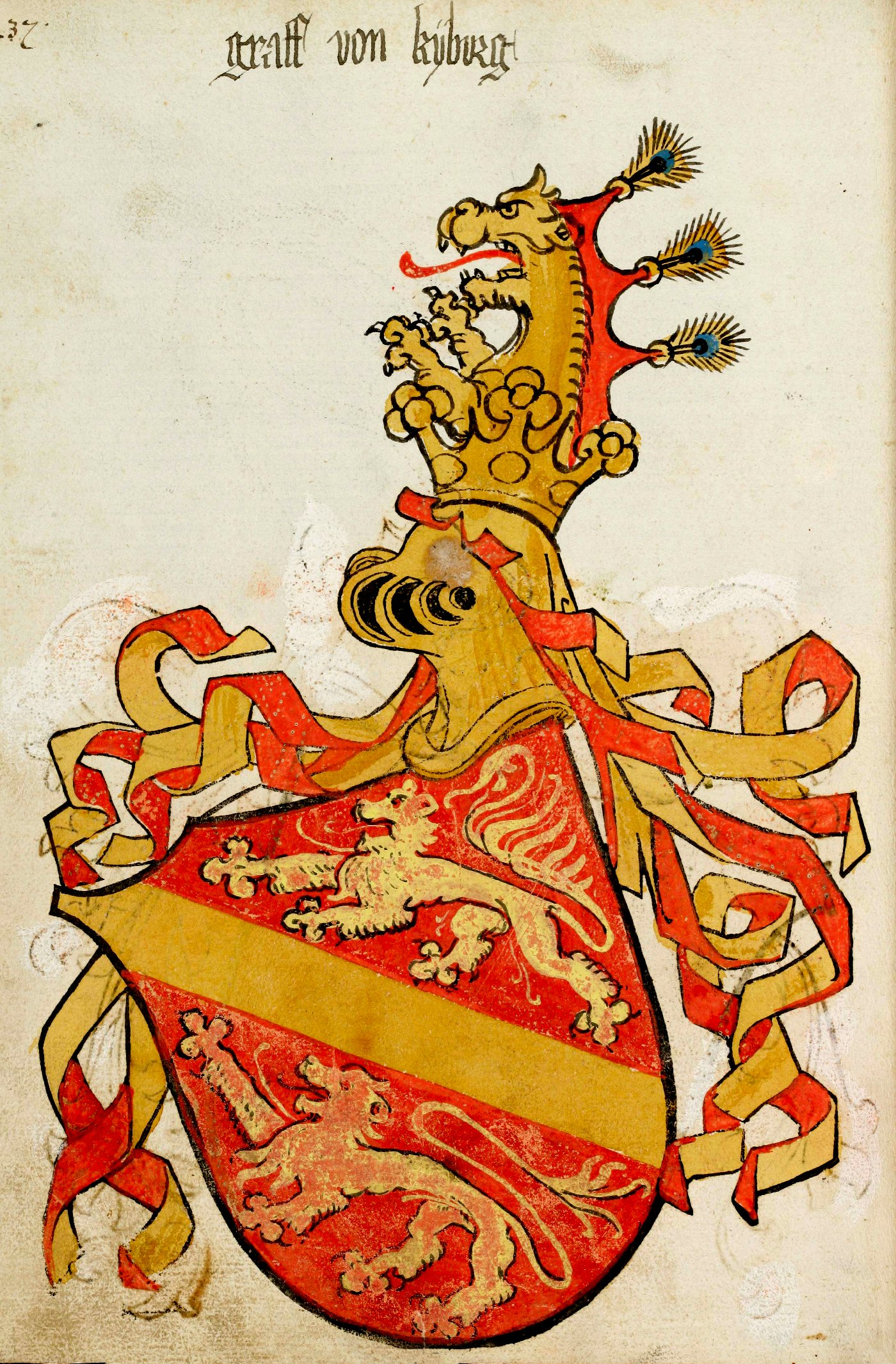
Graf von Kyburg im Wappenbuch des St. Galler Abtes Ulrich Rösch, 15. Jahrhundert

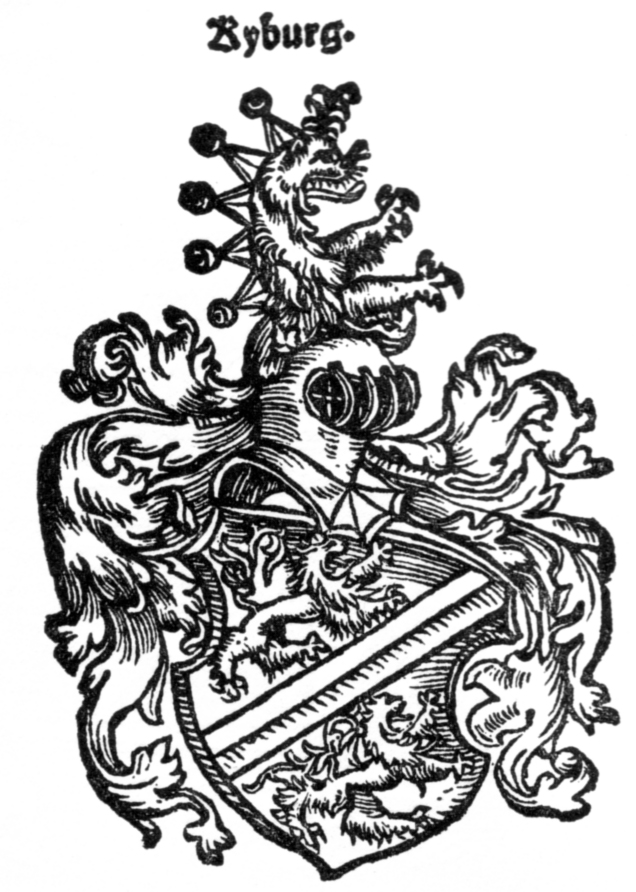
Das (gewendete) Wappen der Grafen von Kyburg in der Stumpfschen Chronik von 1548

Die Grafen von Kyburg (veraltet auch Kiburg) waren ein Adelsgeschlecht, das dem reichsunmittelbaren Hochadel zuzurechnen ist und dessen Herrschaftsschwerpunkte in der heutigen Nord- und Ostschweiz lagen. Die Kyburger waren eine ältere Seitenlinie der Grafen von Dillingen, die sich nach der Kyburg im heutigen Kanton Zürich benannten. Nach dem Aussterben der Kyburger im Mannesstamm 1263 entstand durch weibliche Erbfolge der habsburgische Familienzweig Kyburg-Burgdorf oder Neu-Kyburg. Als Ahnherr der Kyburger gilt Gotfrid.

## Geschichte

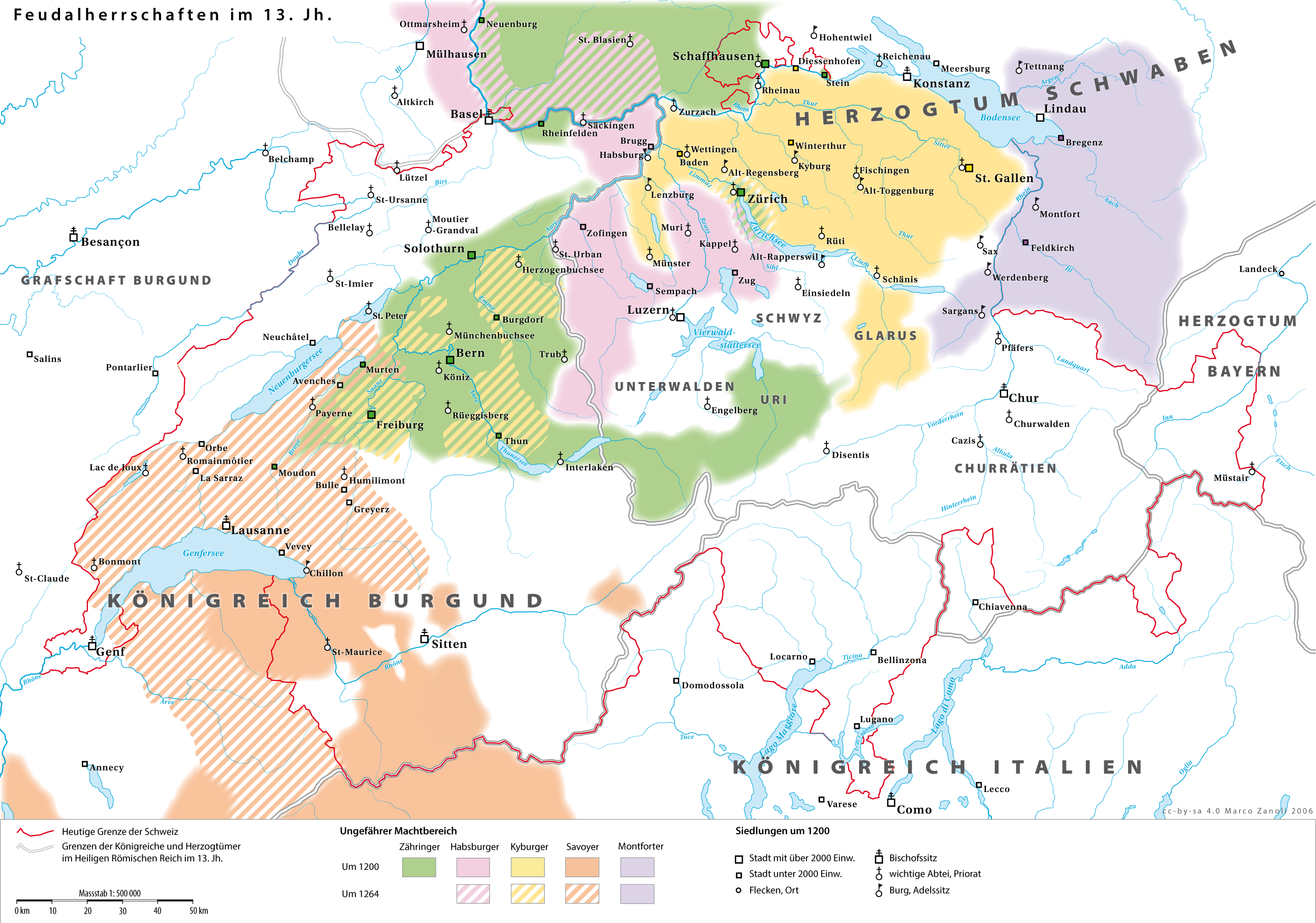
Die grossen Adelsherrschaften in der Schweiz um 1200

Die Grafen von Dillingen in Bayern erwarben im 11. Jahrhundert Besitzungen in der heutigen Ostschweiz. Durch die Ehe Hartmanns von Dillingen († 1121) mit der Erbtochter Adelheid von Winterthur-Kyburg kamen sie zu weitläufigen Besitzungen und Gebietsansprüchen im Thurgau, unter anderem auch zur Kyburg. Die Herkunft Adelheids ist in der Geschichtsforschung umstritten. Sie könnte eine Erbin der Grafen von Grüningen-Winterthur oder einer Winterthurer Seitenlinie der Grafen von Nellenburg gewesen sein. Möglicherweise war sie Tochter Adalberts aus dem Haus der Udalrichinger, des letzten Grafen von Winterthur, der im Jahre 1053 mit seinem Bruder, dem kaiserlichen Bannerträger Werner II. von Winterthur, in der Schlacht von Civitate gegen die Normannen fiel.
Die Enkel Hartmanns von Dillingen teilten ihren Besitz auf. Hartmann III. von Dillingen übernahm dabei als Hartmann I. von Kyburg den Besitz in der Schweiz. Die Kyburger waren Verbündete der Herzöge von Schwaben aus dem Geschlecht der Staufer. Die Verbindung wurde wahrscheinlich durch die Ehe Hartmanns mit Richenza von Baden-Lenzburg in der Mitte des 12. Jahrhunderts bekräftigt. So erbten die Kyburger nach dem Aussterben der Grafen von Lenzburg 1172/1173 zusammen mit den Staufern und den Zähringern Teile der umfangreichen lenzburgischen Besitzungen in der heutigen Schweiz und Süddeutschland. Wie umfangreich der Erbteil war, ist unsicher und war wohl auch damals umstritten. Gesichert ist jedenfalls, dass die Kyburger damals in den Besitz der lenzburgischen Eigengüter im Gaster, am Walensee und um Baden kamen. Später befanden sich auch die lenzburgischen Vogteien über die Klöster Schänis und Beromünster in der Hand der Kyburger.
Durch das Aussterben der Herzöge von Zähringen 1218 ergab sich eine weitere Gelegenheit für die Kyburger, ihren Besitz zu erweitern, da Anna von Zähringen, die Schwester des letzten Zähringers, Berchtold V., die Ehefrau Ulrichs III. von Kyburg († 1227) war. In den Erbstreitigkeiten mit anderen Adelsgeschlechtern, die mit den Zähringern verwandt waren, konnte Ulrich III. für sich die linksrheinischen Besitzungen der Zähringer in der heutigen Schweiz behaupten. Darunter befanden sich sowohl Güter im damaligen Zürichgau im Herzogtum Schwaben wie auch im Aargau im Königreich Burgund, darunter die Städte Freiburg im Üechtland, Thun und Burgdorf. Die Herrschaftsansprüche der Kyburger aus dieser Erbschaft liessen sich aber nicht überall durchsetzen, sie verloren beispielsweise die Stadt Zürich und die Vogtei über das Kloster St. Gallen. Um die Mitte des 13. Jahrhunderts wandten sich die Kyburger gegen die Staufer und wurden zur Hauptstütze der päpstlich-antistaufischen Koalition auf dem Gebiet der heutigen Schweiz. Im Streit zwischen Papst und Krone wandte sich Hartmann der Ältere von Kaiser Friedrich II. ab und wechselte in das päpstliche Lager. Ihnen schlossen sich auch die Freiherren von Wart an, die sich nun eng an die Kyburger anlehnten.

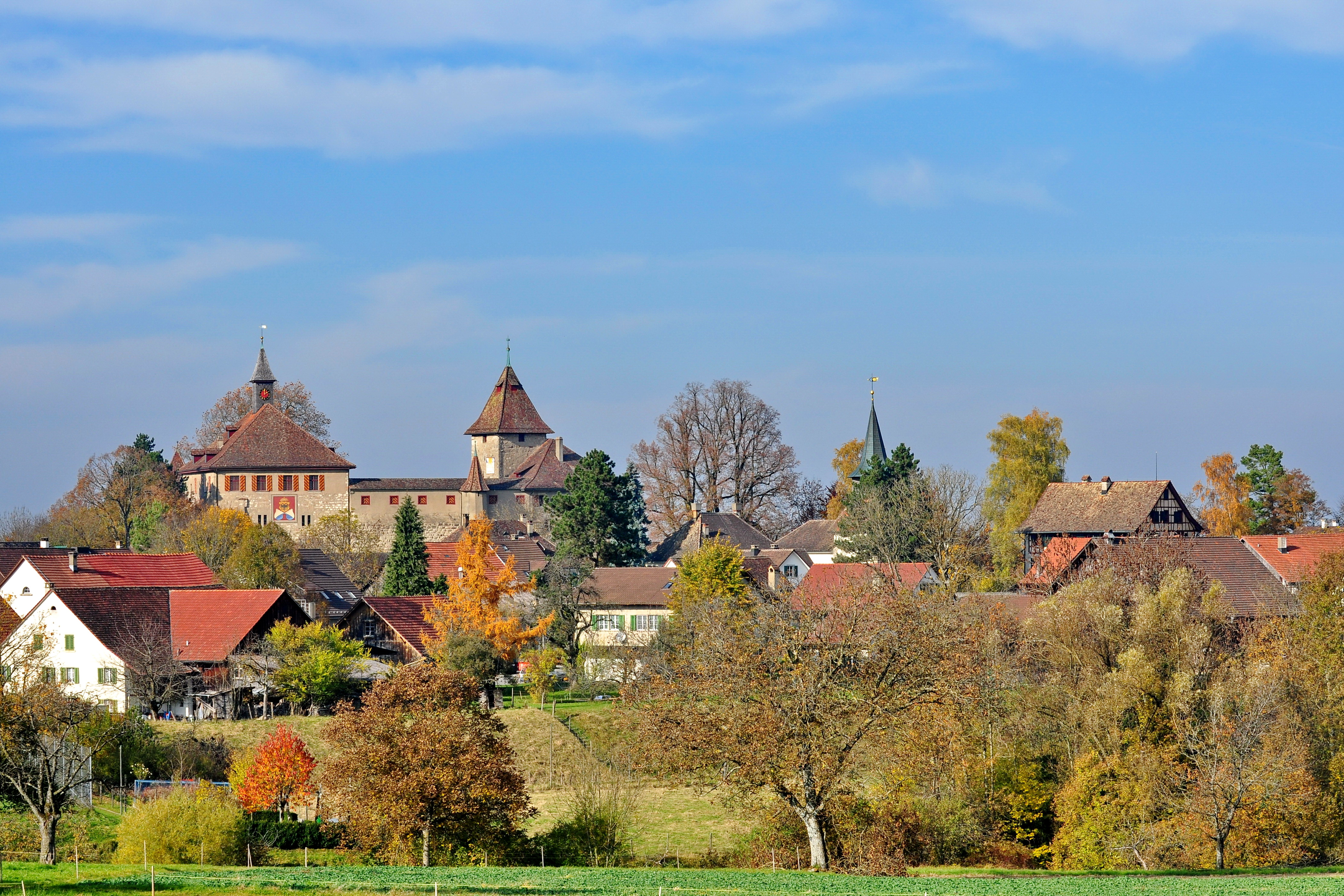
Schloss und Dorf Kyburg im Kanton Zürich

Die Grafen von Kyburg gründeten in ihrem Machtbereich im 12. und 13. Jahrhundert die Städte Winterthur, Frauenfeld, Diessenhofen, Zug, Baden (1230), Aarau, Lenzburg, Mellingen, Sursee (1250), Weesen (1250), Laupen, Kyburg, Richensee und Huttwil. Im Raum Winterthur gründeten sie 1225 das Chorherrenstift Heiligenberg, das ihre Grablege wurde, und 1233 begründeten sie das Kloster Töss. Die Kyburger wurden dadurch zu einem der mächtigsten Adelsgeschlechter im Gebiet der heutigen Schweiz und standen dementsprechend in harter Konkurrenz mit den Rapperswilern, den Habsburgern und den Savoyern, die ebenfalls zur gleichen Zeit versuchten, ihre Herrschaftsgebiete auszubauen und zu konsolidieren. Im Kyburger Urbar (um 1260) hielten die Grafen von Kyburg ihre Rechte und Ansprüche schriftlich fest; dieses Dokument zählt – obwohl nur in Fragmenten erhalten – zu den frühesten Verwaltungsdokumenten in der Deutschschweiz.
Der kinderlose Graf Hartmann IV. übertrug 1250/1251 den westlichen Teil seines Besitzes mit der Reuss als Grenze seinem Neffen Hartmann V. von Kyburg. Dieser versuchte mit der Unterstützung der Habsburger von seinem Herrschaftszentrum Burgdorf aus, sich gegen die Stadt Bern und die Savoyer durchzusetzen. Nach dem Tod Hartmanns V. 1263 und Hartmanns IV. 1264 war die einzige Erbtochter, Anna von Kyburg, noch minderjährig. Rudolf I. von Habsburg, dessen Mutter Heilwig von Kyburg eine Tochter Ulrichs III. war, übernahm die Vormundschaft und damit auch die Verwaltung des Herrschaftsgebiets. Bis 1273 konnte Rudolf I. sich sogar gegen die Ansprüche der Savoyer durchsetzen, die über die Witwe Hartmanns V., Margarethe von Sayoyen, über gut begründete Ansprüche verfügten.
Durch die Ehe Annas mit Eberhard I. von Habsburg-Laufenburg entstand 1273 aus einem Teil des Besitzes Hartmanns IV. die neue Dynastie der Grafen von Kyburg-Burgdorf bzw. Neu-Kyburg.

## Wappen
Aus dem 13. Jh. (vor dem Aussterben der Alt-Kyburger 1264) sind Darstellungen des Wappens auf Siegeln erhalten.
Eine Beschreibung des alten Wappens findet sich im Clipearius Teutonicorum des Konrad von Mure (um 1264) als in Schwarz, ein schräg gestellter gelber Balken trennt zwei gelbe Löwen.
In der Zürcher Wappenrolle (um 1340) sowie bei Gerold Edlibach (um 1490) sind die goldenen Löwen auf rotem Grund dargestellt. Dies ist das Wappen der Neu-Kyburger (nach 1273). Die Blasonierung des Wappens der Kyburger lautet: In Rot ein goldener Schrägbalken, begleitet von zwei schreitenden goldenen Löwen.
Die Bedeutung der Löwen geht wahrscheinlich auf die beiden Familien zurück, aus denen die Grafschaft entstanden ist, nämlich aus dem Zusammenschluss der beiden gleichberechtigten Adelsfamilien der Herren zu Winterthur (Adelheid, die Tochter Adalberts) sowie von derer von Dillingen (Hartmann I. von Dillingen).
Das kyburgische Wappen diente als Grundlage zahlreicher moderner schweizerischer Wappen, so der Wappen des Kantons Thurgau, der Vogtei Gaster sowie der Städte Winterthur, Diessenhofen, Andelfingen und Kyburg.

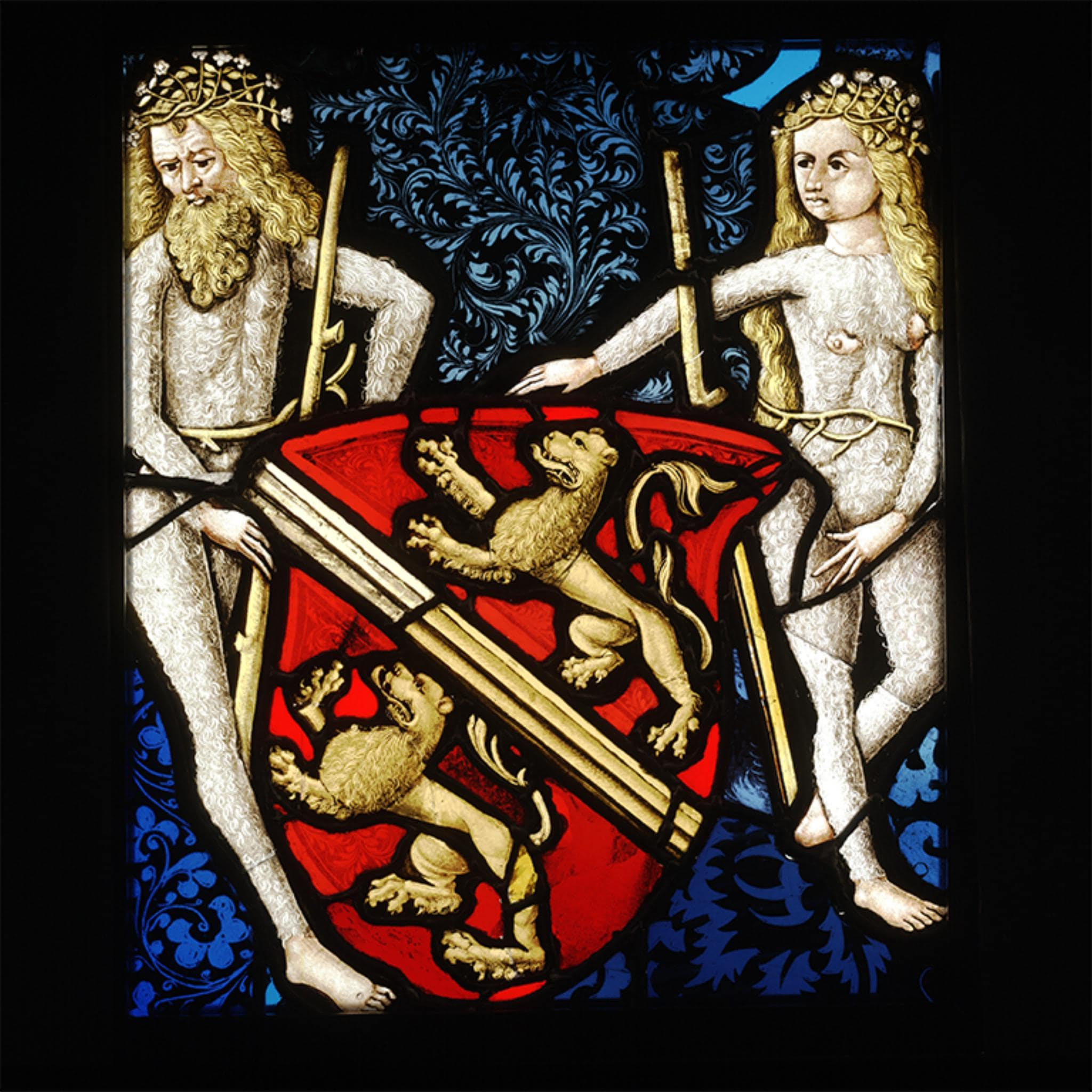
Wappenscheibe der Grafschaft Kyburg von Lukas Zeiner (um 1490)
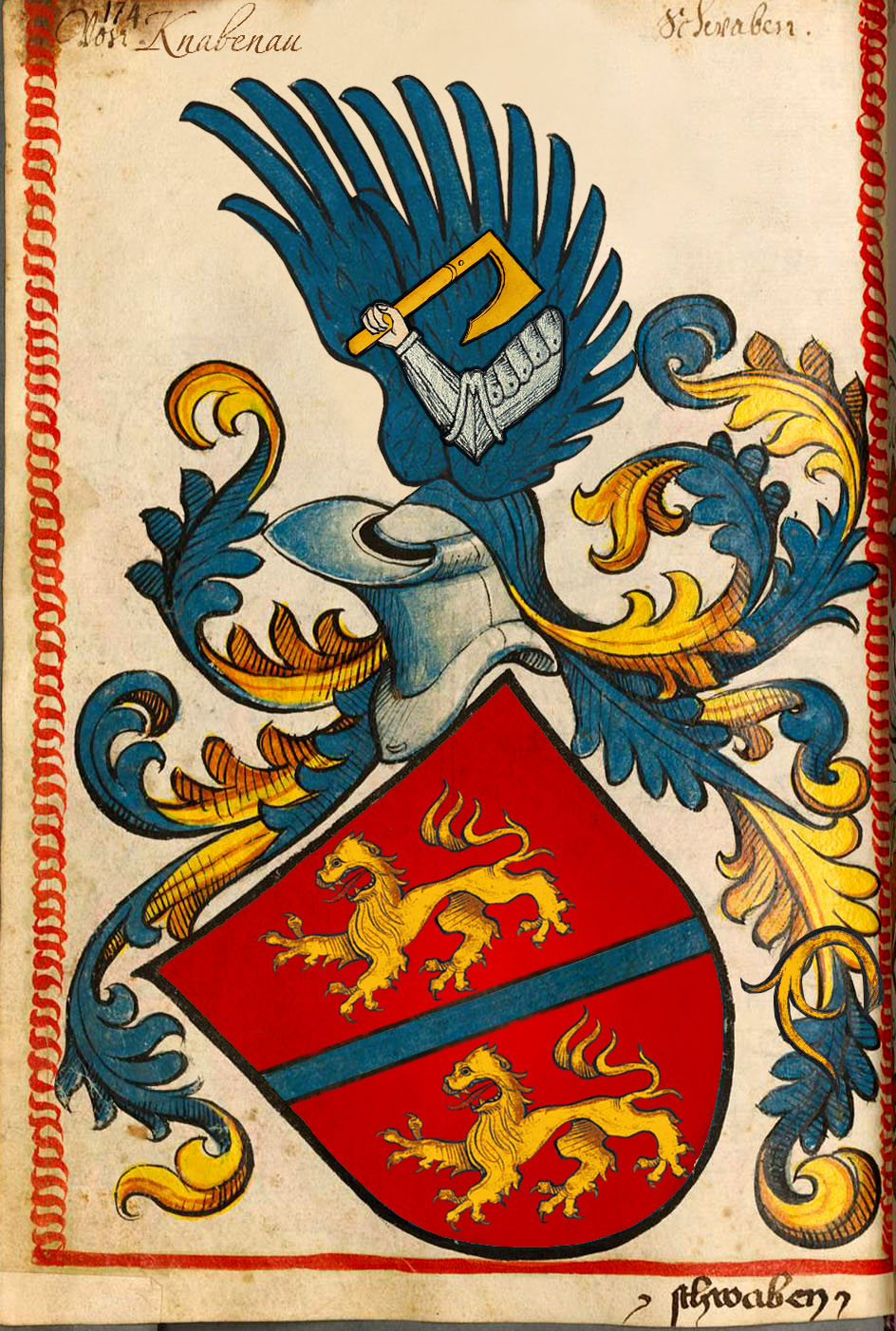
Wappen der Freiherren Knabenau, Nebenlinie der Grafen von Kyburg (Scheiblersches Wappenbuch, 16. Jahrhundert)

## Familienmitglieder
- Uto von Kyburg Abt im Kloster St. Blasien
- Ulrich I. von Kyburg-Dillingen († 1127), von 1111 bis 1127 Bischof von Konstanz
- Ulrich von Kyburg († 1237), von 1233/1234 bis zu seinem Tod Bischof von Chur